# Donfeld
Donfeld (Los Angeles, 3 de julho de 1934 — Los Angeles, 3 de fevereiro de 2007) foi um figurinista norte-americano.